# 弗拉尔丁恩
弗拉尔丁恩（荷蘭語：Vlaardingen，荷蘭語：[ˈvlaːrdɪŋə(n)] ⓘ）是荷兰南荷兰省的一个市镇，在鹿特丹西約11公里的新马斯河畔，是荷蘭的第三大港，漁業中心。有造船、食品、煉油、化肥等工業。